# Pales aurescens
Pales aurescens är en tvåvingeart som först beskrevs av Townsend 1927.  Pales aurescens ingår i släktet Pales och familjen parasitflugor. Inga underarter finns listade i Catalogue of Life.